# Аббасов, Мовсум Насир оглы
Мовсум Насир оглы Аббасов (азерб. Mövsüm Nəsir oğlu Abbasov; 15 мая 1922, Джебраильский уезд — 27 мая 1990, Физулинский район) — советский азербайджанский хлопковод, Герой Социалистического Труда (1950).

## Биография
Родился 15 мая 1922 года в селе Ахмедалылар Джебраильского уезда Елизаветпольской губернии (ныне Физулинский район Азербайджана).
Участник Великой Отечественной войны. Призван в феврале 1942 года, воевал в составе 312 стрелкового полка 26 стрелковой дивизии. Высоко отличился на войне, в результате чего награждён орденом Славы III степени.
С 1947 года — тракторист в Карягинской МТС, тракторист и механик в колхозе «28 Апреля» Физулинского района. Получил в 1949 году высокий урожай хлопка в обслуживаемых колхозах — 42,4 центнера хлопка с гектара на площади 135 гектаров.
Указом Президиума Верховного Совета СССР от 12 июля 1950 года за высокие урожаи хлопка в 1949 году Аббасову Мовсуму Насир оглы присвоено звание Героя Социалистического Труда со вручением ордена Ленина и золотой медали «Серп и Молот».
Активно участвовал в общественной жизни Азербайджана. Член КПСС с 1945 года.
Скончался 27 мая 1990 года в родном селе.